# Корделия Чейз
Корделия Чейз (англ. Cordelia Chase) — вымышленный персонаж, созданный Джоссом Уэдоном для сериала «Баффи — истребительница вампиров» и спин-оффа «Ангел». Сыграна актрисой Каризмой Карпентер, которая сыграв первые три сезона в Баффи, покинула сериал и стала регулярной актрисой Ангела. Последний раз персонаж появился в 2004 году в сотом эпизоде сериала «Ангел».

## Баффи
Корделия появляется в пилотной серии Баффи, как одна из популярных учениц-черлидеров школы Саннидейла, учившаяся в одном классе с истребительницей вампиров Баффи Саммерс. Подвергшись нападению вампиров, Корделия помогает Баффи в борьбе против них. В сериале Ангел Корделия присоединяется Ангелу, вампиру с душой, став компаньоном в детективном агентстве, призванном останавливать сверхъестественные силы и помогать беспомощным. Позже она приобретает способность видеть тех, кому требуется помощь. В четвёртом сезоне Ангела становится одержима божеством Жасминой, из-за которой Корделия вскоре погибает. Персонаж также появляется в 8-м сезоне комикса «Баффи — истребительница вампиров» и «Ангел: после падения».
Корделия Чейз появилась в первом эпизоде Баффи под названием «Добро пожаловать в адскую пасть». Представленная как потенциальная подруга новой студентки Баффи Саммерс, Корделия показывает своё истинное лицо, насмехаясь над Уиллоу, с которой Баффи подружилась. Не зная о существовании сверхъестественных сил, Корделия регулярно в течение первого сезона насмехается и оскорбляет Баффи и других персонажей. Сыграла большую роль в эпизоде «С глаз долой, из сердца вон», в котором она стала жертвой изгоя, мстящего популярным студентам за обиды. В финале сезона Корделия помогает Баффи и её друзьям в битве с вампирами, наконец смирившись с существованием потусторонних сил. Во втором сезоне Корделия становится активным членом команды Баффи и начинает романтические отношения с Ксандером Харрисом. В финале третьего сезона она, наряду с Баффи и её друзьями, выступает против демонического мэра Саннидейла Ричарда Уилкинса и убивает своего первого вампира.

## Ангел
После трех сезонов Баффи, Корделия перешла в спин-офф «Ангел». В первом сезоне Корделия переехала в Лос-Анджелес и в надежде избежать нищеты решает стать актрисой. После того, как Ангел спас ей жизнь, она стала работать в его детективном агентстве в качестве администратора. Она сближается с полудемоном Дойлом, но их многообещающий роман закончился его смертью в одной из серий сезона. Перед смертью, в эпизоде "Герой", свою способность видеть людей в беде он передал через поцелуй Корделии.
Видения, посылаемые Высшими Силами, делают Корди постоянной участницей всех расследований Ангела и Уэсли. Поначалу девушка не может понять мотивов, по которым Дойл наделил её своим даром, однако позже Корди осознаёт, что он стремился передать ей самое ценную вещь в своей жизни. Прикосновение демона Воки раскрывает разум Корди одновременно для всех ужасающих видений будущего, рискуя свести её с ума, но друзья не бросают Корделию в трудную минуту. Придя в себя, она осмысливает всё увиденное и понимает, как много ещё осталось людей, нуждающихся в их помощи.
В то время как Ангел начинает свою войну против Вольфрам и Харт, уволенная вместе с остальными сотрудниками Корделия решает продолжить работу агентства, так как Высшие Силы по-прежнему посылают ей видения, предназначенные для Ангела. Совместная работа ещё сильнее скрепляет её дружбу с Уэсли и Ганном, однако наступает момент, когда Ангел понимает свою ошибку и возвращается к друзьям. Корделия не сразу прощает его, чувствуя обиду за недавнее оскорбление. Тем не менее, путешествие в демонический мир Пайлиа вновь примиряет близких друзей, а также даёт Корделии возможность хотя бы на некоторое время почувствовать себя настоящей королевой. Когда ей предоставляется возможность избавиться от своих видений, передав их мужественному и храброму Груссалугу, Корделия понимает, насколько она изменилась за последнее время. Видения стали частью её самой и придали жизни девушки смысл, поэтому Корди не готова отказаться от них. Она по-прежнему хочет с пользой распоряжаться своим даром, несмотря на доставляемую им боль, которая со временем начинает только усиливаться.
За время противостояния Ангела с Вольфрам и Харт Корделия понимает, что он готов пожертвовать всем ради спасения её жизни. Когда её видения становятся невыносимо болезненными для обычного человека, Корди вновь предоставляется возможность избавиться от них, начав абсолютно новую жизнь по своему желанию. Но жизнь популярной и преуспевающей актрисы больше не нужна девушке, поэтому она настаивает на возвращении видений. Узнав, что видения не предназначены для приёма обыкновенными людьми, Корделия соглашается добавить в свой организм частицу демона, чтобы соблюсти все правила. Это даёт ей возможность принимать видения без видимых побочных эффектов, даже без головной боли, но теперь Корди озабочена вопросом о том, какие ещё скрытые возможности она приобрела. Помогая Ангелу прийти в себя после трагической потери сына, Корделия постепенно начинает осознавать, что несмотря на свою привязанность к Груссалугу, на самом деле она любит именно Ангела. Тем не менее она не успевает сказать ему об этом, поскольку Высшие Силы предлагают девушке подняться на новую ступень человеческого развития и стать Высшим Существом. В то время как Ангел становится объектом мщения своего вновь обретённого сына, Корделия возносится на небеса, не зная, что ждёт её впереди.
Спустя несколько месяцев Корделия возвращается из другого измерения, но её появление становится началом зловещих предзнаменований, заканчивающихся появлением жестокого демонического Зверя. Лишь позже Ангел и его друзья понимают, что могущественная сущность захватила тело Корделии и использовала его для своего рождения на Земле. В то время как прекрасная Джесмин продолжает распространять добро и любовь по всему миру, Корделия находится в состоянии комы, вызванным рождением этой богоподобной женщины. После того как Ангел принимает предложение возглавить отделение Вольфрам и Харт в Лос-Анджелесе, Корди помещается в госпиталь, где для неё обеспечивается полный уход и ведётся наблюдение за состоянием её здоровья.
Высшие Силы пробуждают Корделию очередным видением, призванным предупредить Ангела о грозящей опасности и помочь ему вновь встать на истинный путь чемпиона. За время своего нахождения в Вольфрам и Харт Корди быстро разбирается в сложившейся ситуации, помогает Уэсли распознать загадочные символы из своего видения, а также выйти на след их владельца. Но когда угроза жизни Ангела минует, Корделия вынуждена вновь покинуть его, так как она по-прежнему тесно связана с Высшими Силами, которые требуют её возвращения. Её прощальный поцелуй помогает вампиру увидеть то, что ранее было скрыто от него, а для всего остального мира Корделия Чейз умирает, так и не очнувшись от своего сна.

## Образ персонажа
Первоначально персонаж Корделии создавался, как «мелочный» и «эгоистичный», и конфликтующий с другими персонажами, но на протяжении Баффи и Ангела в героине происходят изменения.

## Признание
За роль Корделии Чейз актриса Каризма Карпентер за появление в сериале Ангел была четыре раза номинирована на премию Сатурн. Эту премию она получила в 2000 и 2001 году как «Лучшая актриса второго плана» и «Лучшая актриса в телевизионном сериале».